# Clavelina ostrearium
Clavelina ostrearium is een zakpijpensoort uit de familie van de Clavelinidae. De wetenschappelijke naam van de soort is voor het eerst geldig gepubliceerd in 1930 door Michaelsen.